# Samantha Wright
Samantha Wright (* 1995 in Manchester) ist eine britische Jazzmusikerin (Klarinette, auch Saxophon, Komposition).

## Leben und Wirken
Wright wuchs in Oldham auf. Seit sie zehn Jahre alt war, erhielt sie eine klassische Klarinettenausbildung; mit 16 Jahren ermöglichte ihr das Stipendium Future Talent, als Jungstudent zu beginnen. Zwischen 2013 und 2017 studierte sie Jazzklarinette am Birmingham Conservatoire, wo sie mit dem Graduation Prize for Leadership and Excellence absolvierte. Ab 2017 studierte sie an der Hochschule für Musik und Theater Hamburg bei Rolf Kühn, Fiete Felsch und Thomas L’Etienne.
Bereits von Beginn ihres Studiums an gehörte Wright zu verschiedenen Jazzorchestern und Bands und gab zahlreiche Konzerte in Großbritannien und Deutschland. 2018 tourte sie mit ihrem Samantha Wright Double Clarinet Quintet durch Britannien, mit dem sie 2019 beim Brecon Jazz Festival auftrat. Als Gastsolistin trat sie mit Combos, Bigbands und Sinfonieorchestern international auf. 2021 veröffentlichte sie ihr Debütalbum How About You mit ihrem Quartett, zu dem Sophia Oster, Tilman Oberbeck und Wolff Reichert gehören; es enthält vorwiegend Eigenkompositionen. Mit dem Quartett von Sophia Oster gastierte sie im selben Jahr bei JazzBaltica.  Sie ist auch auf Alben von Bernadette La Hengst und Alexander Kranich zu hören.
Seit 2019 lehrt Wright zudem an der Jazzabteilung an der Hochschule für Musik und Theater Hamburg.